# Marcus Hurley
Marcus Hurley (New Rochelle, 22 december 1883 - New York, 28 maart 1941) was een Amerikaans wielrenner.
Hurley won tijdens Olympische Zomerspelen 1904 in eigen land vier gouden medailles en één bronzen medaille.
Hurley werd in het zelfde jaar wereldkampioen op de sprint in het Crystal Palace in het Britse Londen.

## Resultaten
| Jaar | WK     | Olympische Zomerspelen                             |
| ---- | ------ | -------------------------------------------------- |
| 1904 | sprint | 1/4 mijl · 1/3 mijl · 1/2 mijl · 1 mijl · 2 mijl · |